# 2014년 8월 한국 남부 집중호우
2014년 8월 하순 집중호우는 2014년 8월 하순 남부지방의 호남 지방과 영남 지방에 일어난 집중호우이다. 시간당 50mm에 달하는 강수량을 보였으며 많은 주택과 건물에서 침수 피해 등이 발생하였다.

## 8월 집중호우의 원인
일찍 일본쪽으로 물러난 북태평양 기단의 뜨거운 공기와 한국 북서쪽에 위치하고 있던 시베리아 기단 사이에 통로가 만들어졌다. 급기야 한국 남서쪽에서 저기압이 형성되어 정체전선이 만들어져 한국 남부에 국지성 호우가 내린 것이다.

## 8월 18일

### 경과와 피해
정체전선 띠가 두 기단 사이로 지나가면서 호남 지방과 제주도에 비를 내리기 시작했다. 영광군에서 주택 9채가 침수되는 침수 피해가 발생하는 등 내륙 곳곳에서 피해가 발생하였다. 전북 고창은 230.6mm의 강수량을 기록하기도 했다. 장성군에서도 고립 사고가 발생하고 곳곳에서 토사 유실과 농경지 침수가 잇따랐다. 비구름은 18일 낮 영남으로 이동하며 경남 양산시에 284.5mm의 강우량을 기록했다. 거제시에서는 토사로 인해 많은 사람들이 대피하는 일이 일어나기도 했다. 부산에서도 2건의 구조물 붕괴가 일어났다.

### 기록
- 일강수량
  - 경남 양산 웅상읍 284.5mm[1]
  - 부산 249mm[1]
  - 전북 고창 230.6mm[2]
  - 울산 211mm
  - 전북 정읍 193mm[2]
- 시간당 강수량
  - 전남 영광 59.5mm[2]
  - 경남 양산 50mm
  - 울산 48.3mm
  - 전남 순천 47.5mm
  - 경남 김해 35.5mm

## 20일, 21일

### 이어지는 폭우
정체전선이 19일에 세력이 약해짐에 따라 경북과 강원, 제주 일부 지역을 제외하고는 적은 양의 강수만 내렸다. 하지만 다시 강해진 정체전선이 20일이 되자 제주도와 남해안에 비를 퍼붓기 시작했다. 18일보다는 강수량이 적었지만 18일의 폭우로 인해 지반이 약해진 상태였다. 20일 제주도 윗세오름에서는 일강수량이 183mm를 기록했으며, 우도 125mm, 매물도에서는 106mm의 비가 쏟아지는 등 많은 곳에서 폭우가 쏟아졌다. 경북과 강원 일부 지역에서도 60mm가 넘는 비가 내렸다.
21일에도 계속 비가 이어졌다. 비구름이 중부지방으로 북상하며 충청남도 서산은 126.4mm의 폭우가 쏟아졌고, 강원도 최북단의 현내면에서는 165mm의 비가 내렸다. 그 밖의 중부지방과 남부지방 일부에서도 많은 강우량을 보여, 곳곳에서 피해가 속출했다. 21일 오전 9시에는 경북 영천에 위치한 괴연저수지의 둑 10m가 붕괴되는 대형 사고로 농경지와 주택이 침수되었으며,
오후 1시 29분에는 대구광역시 동화천에서 초등학생 1명이 실종되고 1명이 중태 상태에 빠지는 사고가 발생했다.

### 강수량
- 20일
  - 일강수량
    - 제주 윗세오름 183mm
    - 제주 우도 125mm
    - 경남 남해 매물도 106mm
    - 서이말 98.5mm
    - 경북 청도군 88.5mm
- 21일
  - 일강수량
    - 강원 고성군 현내면 165mm
    - 충남 서산 126.4mm
    - 창현 110mm
    - 양구 104.5mm
    - 의령군 87.5mm

## 25일

### 창원 시내버스 침수 사고
8월 25일 오후 2시 50분 경, 창원시 마산합포구 진동면 지산교 인근 덕곡천에 마창여객 소속 창원시내버스 71번 버스가 침수되었다. 사고 차량이 경상남도 창원시 진동면 종합복지관과 진동파출소 쪽으로 가다가 침수 탓에 도로가 통제되자, 농로로 우회하는 과정에서 버스가 덕곡천에 떠밀려 추락한 후, 계속 떠밀려 내려가다가 진동면 사동교 교각과 충돌하면서 뒤집혀졌다. 이 사고로 시내버스 운전자와 승객이 하천에 휩쓸려 7명이 실종되었으며, 전원 사망하였다. 한편 폭우에 따라 도로가 통제되는 상황에서도 버스회사가 운행 중단 지시를 내리지 않아 안전 불감증에 따른 사고라는 평가가 있다. 이에 따라 경찰은 무리한 운행이 이번 사고를 불렀다고 보고 버스회사 간부 등을 불러 안전관리 위반 여부를 조사하였다.

### 고리원전2호기 가동 중단
25일 한수원은 고리원전 2호기를 폭우에 대비해 가동 중단시켰다고 밝혔다. 하지만 순환수펌프가 이미 멈춘 사실은 제대로 알리지 않아 고장사실을 은폐하려 한 것이 아니냐는 지적을 받았다. 한편 폭우로 인해 원전이 멈춘 것은 국내 원전 사상 최초로 일어난 것이고, 일각에선 '지진도 쓰나미도 아닌 폭우에 원전이 멈췄다'는 것에 대한 우려가 제기되었다. 그러나 '원전 본체에는 이상이 없는 것을 현장에서 확인했다'며 큰 문제가 아니라는 주장도 나왔다.

### 강수량
- 일강수량
  - 경남 마산 진북면 279mm
- 시간당 강수량
  - 부산 금정구 129.5mm[9]

## 같이 보기
- 2014년 히로시마 현 산사태